# Ernest Cadman Colwell
Ernest Cadman Colwell (19 de janeiro de 1901 - 24 de setembro de 1974) foi um estudioso bíblico, crítico textual e paleógrafo estadunidense

## "Regra de Colwell"
Colwell descobriu: " Substantivos predicados definidos que precedem o verbo geralmente não possuem o artigo... que o predicado é definido, deve ser traduzido como um substantivo definido. . . ."